# Gillis Broman
Gillis Allan Broman, född 23 oktober 1938, är en svensk sångare som var medlem i gruppen Gals and Pals, där han ersatte Leppe Sundevall. Broman var en kort tid (1954–1955) anställd som musikelev vid Svea Livgardes musikkår. Hans instrument var klarinett. Han var bland annat med i uppsättningen av Hasse & Tages revy Gula Hund 1964.
1965 ersattes han i Gals and Pals av Beppo Gräsman. Broman arbetade på Stockholm Energi som marknadsdirektör.